# Henley-on-Todd-Regatta

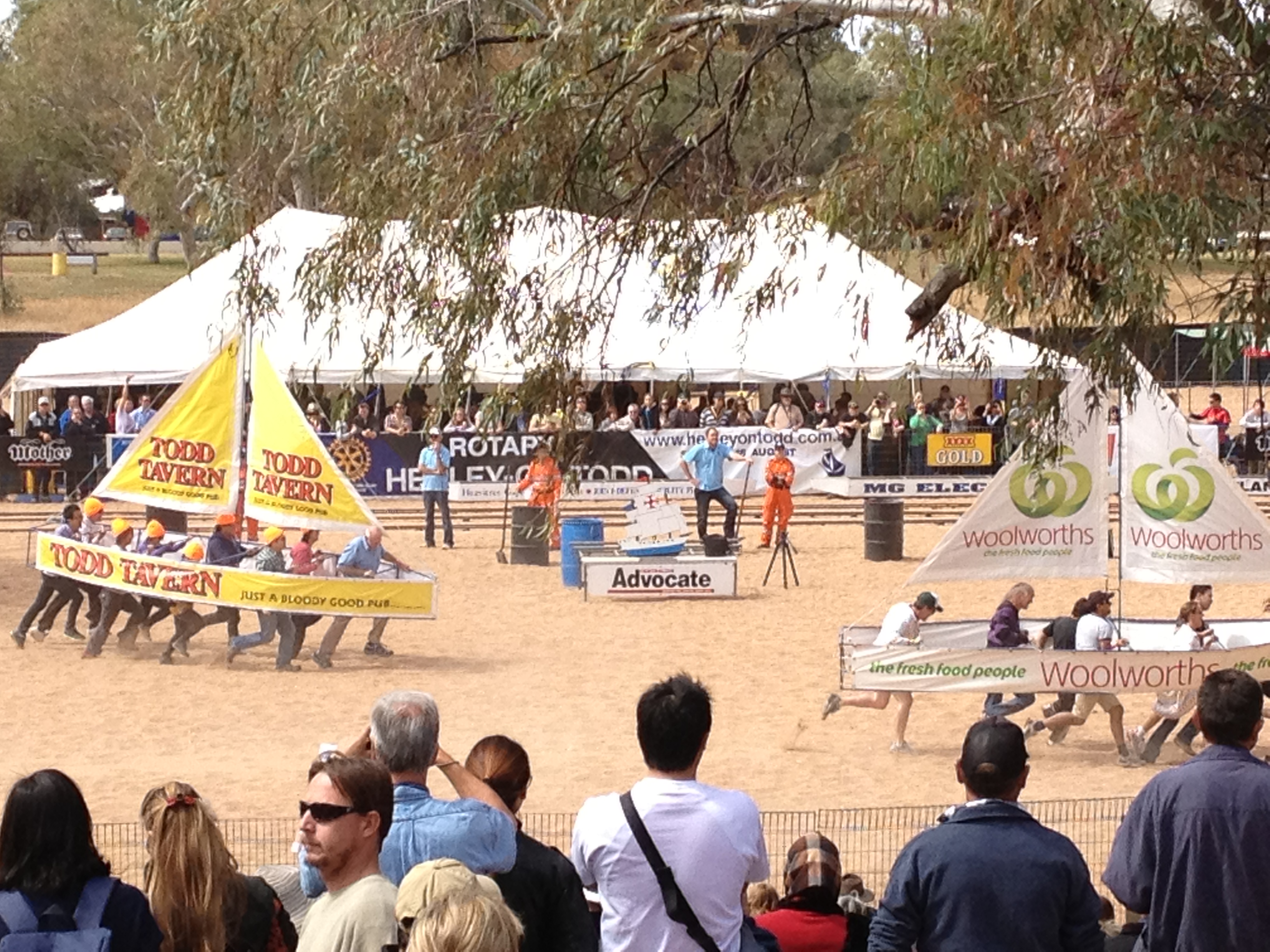
Der Maxi-Yacht-Wettbewerb bei der 51. Henley-on-Todd-Regatta im August 2012

Die Henley-on-Todd-Regatta ist ein „Bootswettrennen“, das seit Anfang der 1960er Jahre alljährlich im August in Alice Springs im Zentrum Australiens ausgetragen wird. Ort des Geschehens ist das sandige Flussbett des Todd River, der nur in Ausnahmefällen Wasser führt. Der typische Wettbewerb bei dieser nicht ganz ernst gemeinten Veranstaltung besteht darin, dass Mannschaften „Boote“ ohne Boden möglichst schnell über die Rennstrecke tragen. Ungewöhnlich an dieser auf der Welt wohl einzigartigen Regatta ist auch, dass diese bei Regenwetter abgesagt werden muss – was 1993 der Fall war, als der Todd-River ausnahmsweise Wasser führte. Zum Rahmenprogramm gehört auch eine Parade und das Anbringen von Hinweisschildern mit Aufschriften wie „Angeln verboten“ oder „Vorsicht vor Haien“.

## Veranstaltung
Veranstaltet wird die Henley-on-Todd-Regatta von den drei Rotary Clubs in Alice Springs mit Unterstützung zahlreicher ehrenamtlicher Helfer. Bisher wurden dabei mehr als eine Million Dollar Spenden für humanitäre Zwecke gesammelt. Die Veranstaltung hat sich als touristische Attraktion in der Region etabliert. Bei der 51. Henley-on-Todd-Regatta  im Jahr 2012 nahmen 440 Personen an den Wettkämpfen teil, es gab 3.778 zahlende Zuschauer. Filmteams aus Deutschland und Japan dokumentierten die Veranstaltung.

## Geschichte
Die Idee entstand Anfang der 1960er-Jahre, als Mitglieder des Rotary Club über eine Wohltätigkeitsveranstaltung diskutierten. Man war der Meinung, eine Regatta gehöre zu einer solchen Veranstaltung dazu. Dass das nächste größere Gewässer 1500 Kilometer entfernt liegt, sollte kein unüberwindbares Hindernis darstellen. Reg Smith, Mitarbeiter des meteorologischen Diensts in Alice Springs, kam auf die Idee, man könne ja den Boden der Boote entfernen, so dass die Mannschaften statt zu rudern die Boote tragen könnten. Wie bei einer richtigen Regatta solle das Boot gewinnen, dessen Bug als erstes im Ziel ist und bei dem noch alle Mann an Bord sind. Entsprechend wurde der Name der Veranstaltung an das berühmte Ruderzentrum Henley-on-Thames angelehnt, mit dem Todd River als Pendant zur Themse. Erstmals ausgetragen wurde die Henley-on-Todd-Regatta im Dezember 1962. Damit ist sie die Veranstaltung mit der längsten Tradition im Northern Territory.

## Wettbewerbe
Bei der Henley-on-Todd-Regatta gehen verschiedene „Bootsklassen“ an den Start. Neben 8er- und 4er-Ruderbooten gibt es Maxi- und Mini-Yachten. Die Wettkampfstrecke führt dabei jeweils bis zu einer „Boje“ und wieder zurück zur Ziellinie. Beim Kajak-Wettbewerb ist zudem ein Slalomkurs zu bewältigen. Die mit Werbebannern dekorierten Boote werden dabei gestellt. Zudem gibt es noch eine BYO-Bootsklasse, bei der Eigenkonstruktionen starten dürfen. Diese müssen vier Personen umschließen, dürfen keine scharfen Kanten haben und sollten irgendwie an ein Boot erinnern. Weiterhin gibt es noch die so genannten „Oxford Tubs“; dies sind wannenähnliche Konstruktionen mit Rädern, die auf Schienen rollen und die von darin sitzenden 2er-Teams mittels als Ruder dienenden Schaufeln vorwärts zu bewegen sind. Es gibt noch einige weitere Wettbewerbe, auch auf Kinder zugeschnittene. Den Abschluss der Veranstaltung bildet der „Battle of the Boats“, eine Schlacht zwischen drei auf Allradfahrzeugen aufgesetzten Schiffsattrappen. Bei dieser Show unterhalten die Organisatoren das Publikum, indem sie sich auf diesen Gefährten stehend mit Wasserschläuchen bespritzen und mit Mehlbomben und sonstigen Dingen bewerfen. Nicht ganz den historischen Tatsachen entsprechend bekämpfen sich hier Wikinger, Piraten und die Navy. Hin und wieder bekommt auch das Publikum eine Breitseite ab. Die Lautstärke des Beifalls entscheidet über den Sieger.